# زهرة الدم أحادية الورقة
زهرة الدم أحادية الورقة (الاسم العلمي: Haemanthus unifoliatus) هي نوع من النباتات تتبع جنس زهرة الدم من فصيلة النرجسية.